# I Promised Myself
I Promised Myself is een nummer van de Britse zanger Nick Kamen. Hij schreef het nummer zelf, terwijl Mike Paxman en Paul Muggleton de productie voor hun rekening namen. In 1990 werd het uitgebracht als eerste single van het vierde studioalbum van de zanger, Move Until We Fly. Een nieuwe singleversie werd uitgebracht in 2004.

## Hitnoteringen en prijzen
I Promised Myself bereikte de eerste plek van de Oostenrijkse en Zweedse hitlijsten. Daarnaast wist het ook in Spanje, Zwitserland, België, Duitsland, Italië en Finland in de top tien, net als in de Eurochart Hot 100. Dit geldt ook voor de Nederlandse Top 40, waarin het in totaal dertien weken genoteerd stond. De hoogste notering was de zesde plek, waarop het twee weken bivakkeerde. De plaat piekte op de 4e positie in de Nationale Top 100 en stond totaal achttien weken in de publieke hitlijst genoteerd. In zijn vaderland haalde Kamen de vijftigste plek van de UK Singles Chart.

### Nederlandse Top 40
| Hitnotering: 19-05-1990 t/m 11-08-1990 | Hitnotering: 19-05-1990 t/m 11-08-1990 | Hitnotering: 19-05-1990 t/m 11-08-1990 | Hitnotering: 19-05-1990 t/m 11-08-1990 | Hitnotering: 19-05-1990 t/m 11-08-1990 | Hitnotering: 19-05-1990 t/m 11-08-1990 | Hitnotering: 19-05-1990 t/m 11-08-1990 | Hitnotering: 19-05-1990 t/m 11-08-1990 | Hitnotering: 19-05-1990 t/m 11-08-1990 | Hitnotering: 19-05-1990 t/m 11-08-1990 | Hitnotering: 19-05-1990 t/m 11-08-1990 | Hitnotering: 19-05-1990 t/m 11-08-1990 | Hitnotering: 19-05-1990 t/m 11-08-1990 | Hitnotering: 19-05-1990 t/m 11-08-1990 | Hitnotering: 19-05-1990 t/m 11-08-1990 |
| Week:                                  | 1                                      | 2                                      | 3                                      | 4                                      | 5                                      | 6                                      | 7                                      | 8                                      | 9                                      | 10                                     | 11                                     | 12                                     | 13                                     |                                        |
| -------------------------------------- | -------------------------------------- | -------------------------------------- | -------------------------------------- | -------------------------------------- | -------------------------------------- | -------------------------------------- | -------------------------------------- | -------------------------------------- | -------------------------------------- | -------------------------------------- | -------------------------------------- | -------------------------------------- | -------------------------------------- | -------------------------------------- |
| Positie:                               | 30                                     | 20                                     | 16                                     | 12                                     | 9                                      | 6                                      | 6                                      | 8                                      | 8                                      | 14                                     | 22                                     | 30                                     | 40                                     | uit                                    |

### Nationale Top 100
Hitnotering: 05-05-1990 t/m 01-09-1990. Hoogste notering: #4 (1 week).